# Zvezdna karta
Zvezdna karta je zemljevid nočnega neba. Uporabljajo se za iskanje in identifikacijo astronomskih objektov, kot so zvezde, ozvezdja, meglice itd. Uporabljale so se (in se še) za navigacijo. Obstaja več vrst zvezdnih kart, digitalna, vrtljiva, za mejami ozvezdij. Najpogosteje uporabljamo vrtljivo in digitalno zvezdno karto. Zvezdno karto so uporabljale že stare civilizacije. Stari Egipčani so v templjih pogosto prikazovali boginjo Nut ali Hator z nebom, stari Kitajci pa so na svoji karti upodobili nekaj ozvezdij iz katerih lahko razberemo Velikega medveda, Strelca in Kozoroga.